# هری فرانکفورت
هری گوردون فرانکفورت (به انگلیسی: Harry Gordon Frankfurt) (زادهٔ ۲۹ مه ۱۹۲۹ – درگذشتهٔ ۱۶ ژوئیه ۲۰۲۳) فیلسوفِ آمریکایی بود. حوزه‌هایِ اصلیِ فعالیتِ او، مربوط به فلسفهٔ ذهن، فلسفهٔ اخلاق، نظریهٔ کنش و خردگرایی قرنِ ۱۷م است. مقالهٔ ۱۹۸۶ او با نامِ در باب مزخرف‌گویی، پژوهشی فلسفی دربارهٔ مفهومِ «حرفِ مزخرف» است که چاپِ آن به صورتِ کتاب در سالِ ۲۰۰۵ میلادی پرفروش شد و باعثِ شهرتِ رسانه‌ایِ او و از آن جمله حضورش در برنامهٔ دیلی‌شو گردید. در سالِ ۲۰۰۶، او کتابی مرتبط با نامِ «دربارهٔ حقیقت» منتشر کرد که موضوعِ آن از بین رفتنِ بهایِ حقیقت در نزدِ جامعه بود.

اما در بینِ فیلسوفان، شهرتِ فرانفکورت بیش از همه به خاطرِ تفسیر او از اندیشه‌هایِ دکارت و همچنین دفاعِ او از اختیار و ارادهٔ آزاد است و همچنین مثال‌هایِ نقضِ معروف‌اش که در آن‌ها تلاش می‌کند نشان دهد که یک فرد، ممکن است نتواند کارِ دیگری انجام دهد -غیر از آنچه که انجام داده‌است. - اما با این وجود، در وضعیت‌هایی خاص، شهود حکم می‌کند که باز هم فرد دارایِ اختیار بوده‌است. هر چند نوشته‌هایِ جدیدِ او دربارهٔ عشق نیز، بحث‌هایِ بسیاری را برانگیخته است.

## مثال‌های نقض فرانکفورت
ناسازگارگرایان که بسیاری از آن‌ها از مخالفانِ ارادهٔ آزاد محسوب می‌شوند، معمولاً به برهانِ معروفِ زیر برایِ دفاع از حرف‌شان استناد می‌کنند:
1. اصل وجود دیگر چاره‌ها: فرد در قبالِ عملی که انجام داده‌است (مثلاً عملِ "الف") مسئول است تنها اگر قادر می‌بود که به جایِ عملِ "الف" به عملی دیگر (مثلاً عملِ "ب") دست می‌زد.
2. فرد تنها در صورتی قادر است که به عملی دیگر توسل جوید که جبرگرایی نادرست باشد.
3. فرد تنها در صورتی در قبالِ رفتارهایش مسئول است که جبرگرایی نادرست باشد.

سازگارگرایان که معتقدند جبرگرایی (در فیزیک) دارایِ تضاد با اختیارِ انسان نیست، برایِ رد کردنِ برهانِ بالا و دفاع از ارادهٔ آزاد، معمولاً بندِ دومِ برهان را موردِ انتقاد قرار می‌دهند. فرانکفورت اما برایِ نخستین بار در قالبِ یک مثالِ نقض، تلاش می‌کند تا اصلِ وجودِ دیگر چاره‌ها را به سؤال بکشد. به چنین مثال‌هایِ نقضی که می‌خواهند نشان دهند فرد حتی اگر کارِ دیگری را نتواند انجام دهد، باز هم می‌تواند دارایِ مسئولیتِ اخلاقی باشد، مثال‌هایِ فرانکفورت‌گونه می‌گویند. به عنوان مثال می‌تواند نمونهٔ زیر را که متعلق به رابرت کین می‌باشد بیان کرد:
بلک می‌خواهد که جونز حتماً به یک مأموریت برود. او برایِ اینکه از انجام شدنِ مأموریت اطمینان پیدا کند، بدونِ اطلاعِ جونز تراشه‌ای کامپیوتری را در مغزِ او جاسازی می‌کند. وظیفهٔ این تراشه این است: اگر جونز با رفتن به مأموریت موافقت کرد، تراشه هیچ کاری انجام نمی‌دهد ولی اگر جونز مخالفِ رفتن به مأموریت بود، تراشه دست به کار شده و فکرِ او را تغییر می‌دهد به طوری که او با رفتن به مأموریت موافقت کند. فردای این روز بلک از جونز راجع به مأموریت سؤال می‌کند. جونز موافقت می‌کند که به مأموریت برود بدونِ اینکه تراشه دست به کار شده باشد. به این ترتیب هر چند جونز نمی‌توانسته راهِ دیگری را انتخاب کند -یعنی نمی‌توانسته «نرفتن به مأموریت» را انتخاب کند. - اما باز هم او در قبالِ تصمیم‌اش مسئول بوده‌است.